# Nalanthamala vermoesenii
Nalanthamala vermoesenii är en svampart som först beskrevs av Biourge, och fick sitt nu gällande namn av Schroers 2005. Nalanthamala vermoesenii ingår i släktet Nalanthamala och familjen Nectriaceae.   Inga underarter finns listade i Catalogue of Life.